# Wapen van Aubange

Het wapen van Aubange.

Het Wapen van Aubange is het heraldisch wapen van de  gemeente Aubange in Belgische provincie Luxemburg. Het wapen werd op 24 april 1980 bij Ministerieel Besluit aan de gemeente toegekend.

## Geschiedenis
Het wapen van Aubange is hetzelfde als dat van Athus en is het wapen van de familie de Reiffenberg, die de laatste heren van de heerlijkheid Aix-sur-Cloie waren, waartoe de deelgemeentes Athus en Aix-sur-Cloie behoorden.

## Blazoen
Het huidige wapen heeft de volgende blazoenering:
D'argent à trois bandes de gueules, l'écu surmonté d'un heaume d'argent grillé, colleté et liseré d'or, doublé et attaché de sable, aux lambrequins à dextre d'argent et de gueules, à senestre d'argent et de sable. Cimier: un vol à l'antique aux armes de l'écu. Supports: deux lions d'or, tenant chacun une bannière aux arms de l'écu.
Van zilver met drie schuinbalken van keel, overtopt met een helm van zilver, getralied, gehalsband en omboord van goud, gevoerd en gehecht van sabel, met helmkleden rechts van zilver en keel, links van zilver en sabel. Helmteken: een vlucht op oude wijze gewapend als het schild. Schilddragers: twee leeuwen van goud, elk een banier gewapend als het schild dragend.— Ministerieel Besluit van 24 april 1980.